# Palazzo Firrao

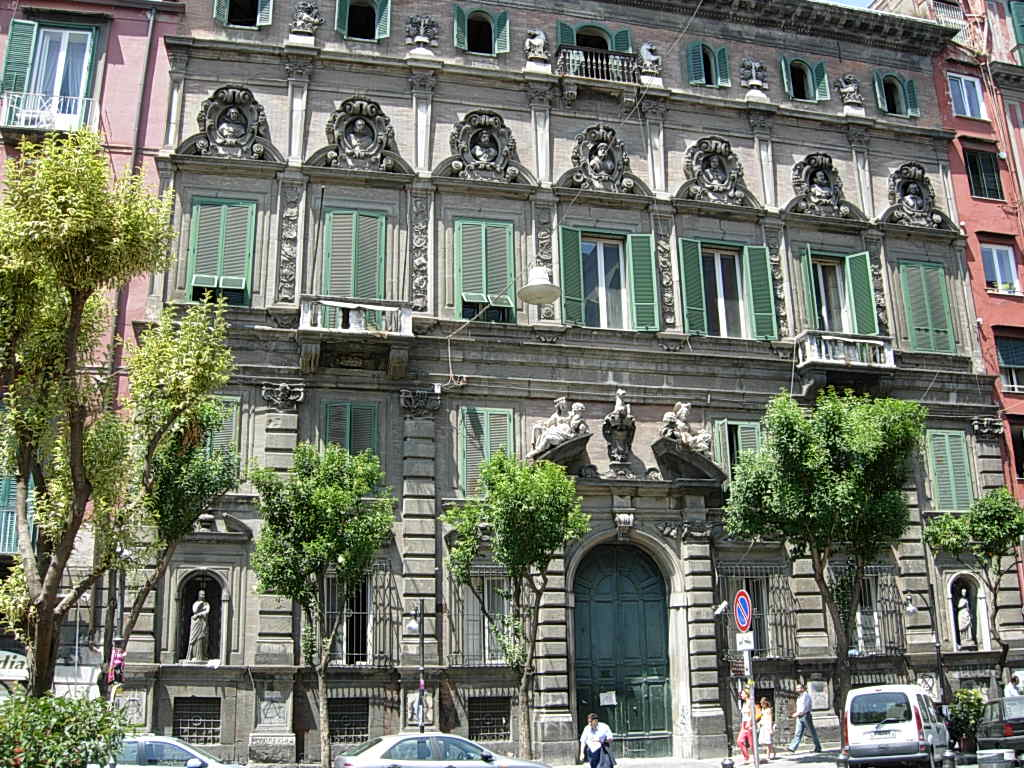
Palazzo Firrao in Neapel: Fassade

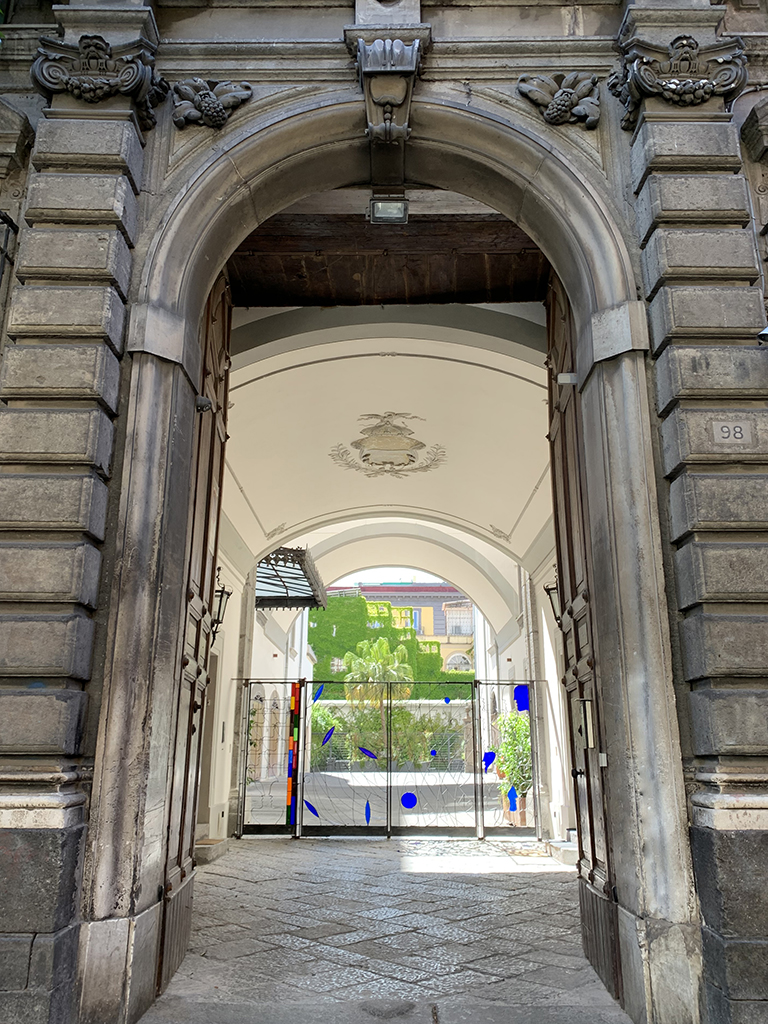
L’androne del palazzo ed il cancello di Mimmo Paladino.

Der Palazzo Firrao ist ein Barockpalast aus dem 16. Jahrhundert im Viertel San Lorenzo in Neapel in der italienischen Region Kampanien. Er liegt in der Via Santa Maria di Costantinopoli, 98.

## Geschichte
Das ursprüngliche Gebäude stammt aus der zweiten Hälfte des 16. Jahrhunderts und wurde für Giulio Cesare di Capua, Herzog von Conca, nach der Erweiterung der Stadtmauer im Auftrag von Pedro Álvarez de Toledo y Zúñiga errichtet. Somit wurde er, wie alle Paläste auf der Westseite der Via Santa Maria di Costantinopoli, mit einem U-förmigen Grundriss, einer Repräsentationsfassade zur öffentlichen Straße hin und zwei Seitenflügeln erbaut, die den Garten auf der Rückseite flankieren und an der neuen Mauer endeten. In dieser Zeit wurde die Gegend gerade aufgewertet, insbesondere durch die Verbindung der Via Toledo mit dem Largo del Mercatello (heute Piazza Dante) durch die Öffnung des großen Turms aus der Zeit des Hauses Anjou, der zur Port’Alba wurde.
Der Herzog von Conca verkaufte 1610 das Anwesen an Giacomo Zattera, Baron von Marigliano, der wenig später starb und es an seinen noch minderjährigen Sohn Cesare vererbte. 1621 kaufte der Herzog Cesare Firrao den Palast, der mit seiner Familie nach Neapel umgezogen war und sie so als Seggio di Porto zu einem Teil des neapolitanischen Patriziats machte. Die Firraos expandierten im 17. Jahrhundert deutlich in sozialer und ökonomischer Hinsicht: 1620 wurde Cesare der Titel eines Herzogs von Luzzi verliehen und zum Montero Maggiore des königlichen Hofes von Philipp III. von Spanien ernannt. Tommaso Firrao (1615–1660) erhielt den Titel eines Herzogs von Sant’Agata.
Zwischen 1631 und 1636 wurde die Fahrbahn und auch einige Fassade auf die Straße hinaus renoviert. Die nach dem Geheiß des neuen Besitzers durchgeführten Veränderungen betrafen vorwiegend die Monumentalfassade, die erneuert wurde, um die Macht und Verschwendung des Hauses Firrao und seine Treue zu den Habsburgern zu zeigen; die Firraos zeigten so ihren Status durch verschiedene Bauten oder Werke, die ihrer Adelsfamilie gewidmet waren; außer dem Palast wollten sie auch eine Familienkapelle und kauften sie in der Nähe der Basilika San Paolo Maggiore.
Der Palast war während Aufstände von 1647 aufgrund der vom Herzog von Sant’Agata übernommenen Rolle gegenüber der Monarchie in Gefahr, zerstört zu werden; nur dank des vorsorglichen Eingriffs von Kardinal Filomarino war es möglich, das Schlimmste zu verhindern.
Später fiel der Palast infolge der Heirat von Tommaso Sanseverino mit Livia Firrao, Tochter von Tommaso Firrao (ab 1798 Vizekönig von Sizilien) und letzte Erbin des Hauses Firrao, an die Fürsten Sanseverinos von Bisignano. Die Sanseverinos von Bisignano, deren Wappen unter dem Gewölbe des Empfanssalons bis heute erhalten ist, lebten dort bis zum Tod des letzten Nachfahren, Luigi Sanseverino.
Über ein Jahrhundert lang war der Palast an die ARIN (Azienda Risorse Idriche Napoletana, dt.: Verwaltung der Wasserreserven von Neapel) verpachtet; ab 2005 wird er erneut für Wohnzwecke genutzt.

## Beschreibung

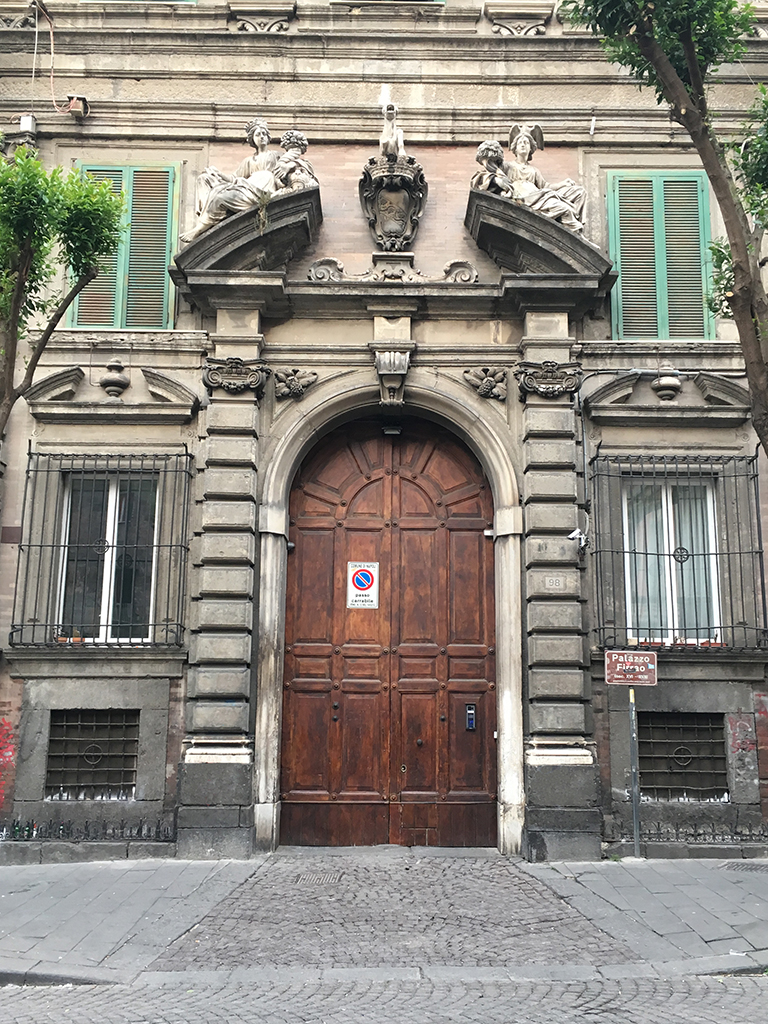
Das Portal des Palastes

Man streitet darüber, wem die Gestaltung der barocken Fassade des Gebäudes zuzuschreiben ist. Überwiegend nimmt man an, dass der Eingriff, mit dem 1635 begonnen und der erst 1645 abgeschlossen wurde, von Cosimo Fanzago projektiert und eingeleitet und von derselben Truppe von Marmormaurern und Steinmetzen durchgeführt wurde, die auch an der Familienkapelle der Firraos in San Paolo Maggiore beschäftigt waren:

“l’aspetto estraniante di questa composizione di facciata rispetto ad altre opere fanzaghiane é dato dal riconoscere i suoi temi e non la sua mano, quasi che altri avessero usato un suo disegno, od i suoi motivi ornamentali, componendoli in uno spazio troppo vincolante per la sua esuberanza espressiva“
(dt.: den verfremdenden Aspekt dieser Fassadenkomposition im Vergleich zu anderen Werken Fanzagos kommt daher, dass man seine Themen erkennt, aber nicht seine Hand, fast so, als hätten andere seinen Entwurf verwendet oder seine Ziermotive; er komponiert sie in einem Raum, der für seine expressive Überschwenglichkeit zu eng ist.)

Mittlerweile ist sowohl die konfliktreiche Beziehung von Cesare Firrao zu Cosimo Fanzago geklärt, als auch die Ausführung oder Fertigstellung der Arbeiten durch Jacopo Lazzari, Dionisio Lazzari, Simone Tacca, Francesco Valentino und Giulio Mencaglia.
Alle Verzierungen an der Fassade sind in Piperno und edlem Marmor, während die Wandverkleidungen in glattem Mauerwerk gehalten sind. Die Fassade erstreckt sich über vier Stockwerke; sie erhebt sich über einem Sockel mit Piperno dazwischen im Erdgeschoss und ersten Obergeschoss mit sechs mit Bossenwerk versehenen Pilastern mit ionischen Kapitellen; die drei Fenster pro Seite im Erdgeschoss schließen nach oben mit gebrochenen Tympana ab, während sich im ersten Obergeschoss Rahmen aus dem 16. Jahrhundert befinden. Die beiden Fenster ganz rechts und ganz links im Erdgeschoss enthalten jeweils eine weibliche Statue.
Die Fenster im Erdgeschoss und im ersten Obergeschoss sind symmetrisch zum Portal gesetzt, das aus zwei riesigen Lisenen und einem darüber angeordneten, gebrochenen Tympanon besteht. Über dem Portal dominieren zwei Figuren von Jacopo Lazzari im klassischen Stil: Der „Großmut“ ruht auf einer Katze und hält ein Füllhorn und die „Liberalität“ ist ebenfalls mit einem Füllhorn ausgestattet und von einem Adler begleitet.
Das erste Obergeschoss erstreckt sich bis zu einer Höhe von 9 Metern und hat sieben rechteckige Fenster (von denen zwei mit Balkonen aus dem 16. Jahrhundert ausgestattet sind), unterbrochen von acht Paletten, die mit militärischen Trophäen geschmückt sind. Die Fenster werden von gebrochenen Tympana mit Himmelsgewölben, versehen mit Marmorbüsten des Hauses Habsburg, geschaffen von Guglio Mencaglia, gekrönt, die von links nach rechts folgende Personen zeigen: Philipp IV. von Spanien, Philipp II. von Spanien, Ferdinand II. von Neapel, Kaiser Karl V., Kaiser Ferdinand III., Philipp III. von Spanien und Karl II. von Spanien. Einige dieser Büsten verdecken kleine, halbrunde Fenster. An den Seiten streben acht Lisenen in die Höhe gegen die Kapitelle, die auf der oberen und letzten Ebene allegorische Elemente tragen: zwei springende Löwen auf Kronen, zwei Weinreben und zwei springende Pferde. Jeder der Sockel, die diese Elemente tragen, trägt Bänder mit Gruppen von Worten, die folgenden obskuren Satz bilden:

“GENROSVM INDIGET HIC MEDIVM ET LABORAT PETERET NEVTRVM
VTRI NOVI VINO ILLA FINIS PROEMIVM ASTRA VULGARE“
(dt.: In der Mitte steht ein Herr und er arbeitet daran, weder das eine noch das andere zu verlangen
welcher neue Wein beendet die Premiere der beliebten Stars)

Das oberste Stockwerk zeigt sieben Fenster mit Rundbögen und wird von einem von Konsolen gestützten, weit vorspringenden Gesims gekrönt: All diese Elemente stammen aus der Zeit des Baus im 16. Jahrhundert.
Im Inneren des Palastes kann man noch die offene Treppe aus dem 16. Jahrhundert im Südflügel bewundern, die mit drei Öffnungen pro Stockwerk zum Hof zeigt; die Öffnungen bestehen jeweils aus einem Fenster mit Architrav in der Mitte und zwei Bögen auf den Seiten. Die Öffnung der Treppe im Erdgeschoss überragt ein Baldachin aus Schmiedeeisen mit reichen, ornamentalen Motiven aus dem späten 19. Jahrhundert.
2019 erlaubte die Soprintendenza Archeologia Belle Arti e Paesaggio die Aufstellung eines zeitgenössischen Kunstwerks, eines Tores aus Schmiedeeisen und mit wie Bronze geschmolzenem Glas, das Mimmo Paladino zum Verschließen des Empfangssalons des Gebäudes schuf. Das Werk und der monumentale Kontext des Eingriffs zeigen interessante Ähnlichkeiten mit dem Tor des Gartens Santa Croce in Gerusalemme in Rom, das Jannis Kounellis 2007 schuf.
Die Skulptur des samnitischen Künstlers wurde zur Membran zwischen der Stadt und dem Hof des Palastes: Fast wie eine Stickerei aus Zahlen und Gesichtsprofile gewebt, typische Zeichen der Sprache Paladinos, lässt das Tor die Innenfassaden durchscheinen und den intensiven Hintergrund der für die Gärten des Palastes typischen Vegetation im historischen Zentrum von Neapel. Das Design auf einen Blick bezieht sich, wenn man die Vielfarbigkeit des Glases und die Locken aus vor- und zurückgefaltetem Stahl betrachtet, auf die Architektur und die Malerei des Jugendstils. Hier ist, wie es immer in den Werken von Paladino geschieht, der Stil nur zitiert. Die gebrochenen Linien und die reichen Farben, die gut zu sehen sind, schaffen Figurationen, die mit der populären Vorstellungskraft zu tun haben. Die Zahlen der Tombola und die Glasscheiben, die sich drängen, wie die vom Sonnenlicht beleuchteten, geometrischen Streifen, sind auch vor allem eine Idee von Neapel: Erinnerung, Riten, Vielfältigkeit, Energie, Sprache, Kunst.
Die Veredelung eines zeitgenössischen Kunstwerks bestätigt die glückliche Schichtung der Sprachen, Stile und Materialien, die die Einzigartigkeit des Palazzo Firrao ausmacht.